# 西向町
西向町（にしむかいちょう）は、和歌山県東牟婁郡にあった町。現在の串本町の東部、古座川の河口右岸、紀勢本線・古座駅および紀伊姫駅の周辺にあたる。
本項では町制前の名称である西向村（にしむかいむら）についても述べる。

## 地理
- 海洋：熊野灘
- 島嶼：地ノカレ島、沖ノカレ島、九龍島と鯛島、瀬島、箱島
- 山岳：重畳山
- 河川：古座川、鬮野川

## 歴史
- 1889年（明治22年）4月1日 - 町村制の施行により、西向浦・古田村・神野川村・伊串村・姫村・姫川村の区域をもって西向村が発足。
- 1935年（昭和10年）6月1日 - 西向村が町制施行して西向町となる。
- 1956年（昭和31年）3月30日 - 古座町・田原村と合併して古座町が発足。同日村廃止。

## 交通

### 鉄道路線
- 日本国有鉄道
  - 紀勢西線（現・紀勢本線）
    - 紀伊姫駅 - 古座駅

### 道路
- 国道170号（現・国道42号）